# Cuspidaria cochinensis
Cuspidaria cochinensis is een tweekleppigensoort uit de familie van de Cuspidariidae. De wetenschappelijke naam van de soort is voor het eerst geldig gepubliceerd in 1916 door Preston.